# San Simón (västra Guadalupe y Calvo kommun)
San Simón är en ort i Mexiko.   Den ligger i kommunen Guadalupe y Calvo och delstaten Chihuahua, i den nordvästra delen av landet, 1 100 km nordväst om huvudstaden Mexico City. San Simón ligger 976 meter över havet och antalet invånare är 222.
Terrängen runt San Simón är varierad. Runt San Simón är det mycket glesbefolkat, med 6 invånare per kvadratkilometer. Närmaste större samhälle är Carricitos, 19,0 km söder om San Simón. I omgivningarna runt San Simón växer i huvudsak blandskog.